# Psychotria wonotobensis
Psychotria wonotobensis är en måreväxtart som först beskrevs av Cornelis Eliza Bertus Bremekamp, och fick sitt nu gällande namn av Julian Alfred Steyermark. Psychotria wonotobensis ingår i släktet Psychotria och familjen måreväxter. Inga underarter finns listade i Catalogue of Life.